# اس‌اس لیسبون (۱۸۷۴)
اس‌اس لیسبون (۱۸۷۴) (به انگلیسی: SS Lesbian (1874)) یک کشتی بود. این کشتی در سال ۱۸۷۴ ساخته شد.